# Sam Hughes
Samuel Hughes (8 janvier 1853 – 23 ou 24 août 1921) était le ministre de la Milice et de la Défense du Canada du 10 octobre 1911 au 12 octobre 1916 au début de la Première Guerre mondiale. Il a été le dernier ministre libéral-conservateur, jusqu'à ce qu'il soit démis de ses fonctions par le premier ministre. 